# Luchthaven Brasov
Luchthaven Brașov (Roemeens: Aeroportul Internațional Brașov-Ghimbav; Hongaars: Brassó-Vidombák nemzetközi repülőtér) is de luchthaven van de stad en regio Brașov en bedient ook de regio Covasna. De start- en landingsbaan is in juni 2014 gereedgekomen, het terminalgebouw volgt. Het was de bedoeling dat in 2015 de eerste lijnvluchten begroet konden worden op de luchthaven, dit werd echter vertraagd geraakt tot minstens november 2022. In juni 2023 is de luchthaven in bedrijf gesteld.
De luchthaven is gelegen nabij de rondweg van Brașov en de plaats Ghimbav.

## Geschiedenis
In 2006 draagt de staat Roemenië de gronden (110 hectare) voor de toekomstige luchthaven over aan het District Brașov. Het Canadese bedrijf Intelcan zou de luchthaven gaan bouwen en exploiteren. In 2008 werd het project echter afgeblazen toen het bedrijf zich terugtrok. Op 18 november 2012 werd een nieuwe overeenkomst gesloten tussen het district Brașov en het bedrijf Vectra Service. In april 2013 werd een aanvang gemaakt met de bouw van de start en landingsbaan. Deze werd in juni 2014 voor het eerst geprobeerd door een klein vliegtuig. Inmiddels zijn ook de contracten getekend voor de bouw van de terminal. Volgens de planning zal dit gebouw in 2015 gereedkomen, er is echter sprake van stagnatie geweest, inmiddels is bekend geworden dat in oktober 2022 de laatste technische onderdelen voor de virtuele verkeerstoren zullen arriveren. De luchthaven zou dan in november de eerste proefvluchten kunnen uitvoeren. In juni 2023 is de luchthaven officieel geopend.

### Aanduidingen op de luchthaven
Op aandringen van de prefect van Covasna zijn alle aanduidingen op de luchthaven naast Roemeens- en Engelstalig ook in het Hongaars en Duits. Dit vanwege de historische bevolkingssamenstelling van de stad en regio Brasov (Eens thuis van de Duitstalige Zevenburger Saksen) en de grotendeels Hongaarstalige regio Szeklerland waar Covasna deel van uitmaakt.

## Maatschappijen en bestemmingen
| Luchtvaartmaatschappij | Bestemmingen (juni 2023)                                           |
| ---------------------- | ------------------------------------------------------------------ |
| Aegean Airlines        | Heraklion                                                          |
| Animawings             | Antalya                                                            |
| Dan Air                | Barcelona, Brussel, London–Gatwick, München, Neurenberg, Stuttgart |
| HiSky                  | Antalya                                                            |
| Wizz Air               | Dortmund, Londen-Luton                                             |

Dan Air vluchten: | Barcelona (begint 20 juni 2023), Brussel (begint 21 juni 2023), London–Gatwick (begint 16 juni 2023), München (begint 17 juni 2023), Neurenberg (begint 15 juni 2023), Stuttgart (begint 15 juni 2023)